# Pablo McNeil
Pablo McNeil, född 12 september 1939, död 4 juli 2011, var en jamaicansk friidrottare. Han var även en sprint-tränare och tränade bland annat Usain Bolt. McNeil deltog i Olympiska sommarspelen 1964 och 1968.